# Эрец Нехедерет
Э́рец Нехеде́рет (ивр. ארץ נהדרת‎; букв. «Чудесная страна») — израильское сатирическое комедийное шоу в прайм-тайм, премьера которого состоялась на втором канале израильского телевидения в 2003 году. В нём представлены отсылки к текущим событиям прошедшей недели. Концепция программы вдохновлена Saturday Night Live, The Daily Show и другими передачами. Эта программа является одним из самых популярных и влиятельных шоу на израильском телевидении. Это также одно из самых продолжительных по сценарию шоу на израильском телевидении: по состоянию на 2022 год оно насчитывает 20 сезонов. Начиная с 15-го сезона, программа транслируется на канале «Кешет 12» в формате HDTV.
Вначале шоу снимали в Тель-Авиве, а в последующие сезоны снимали в соседней Герцлии. В шоу участвуют постоянные комики и актёры, в том числе Таль Фридман (11 первых сезонов), Эяль Кицис (ведущий), Альма Зак, Орна Банай (6 первых сезонов), Шани Коэн (с 5 сезона и далее), Аси Коэн, Эли Финиш, Мариано Эдельман, Юваль Семо, Рои Бар-Натан, Эран Зарахович, Ярон Берлад, Маор Коэн и Дов Навон (4 первых сезона). В третьем сезоне Аси Коэн начал играть в сериале небольшие роли, а к началу четвёртого сезона (осень 2006 года) Аси Коэн стал постоянным участником шоу.
«Эрец Нехедерет» выиграла премию Израильской телевизионной академии «Лучшая развлекательная программа» (2004, 2006), а каждый сезон привлекает миллионы зрителей. В ходе опроса, проведённого в мае 2008 года, интернет-пользователи выбрали всех актёров пятого сезона «Эрец Нехедерет» из списка 60 лучших израильских комиков. Все семь верхних мест заняла «Эрец Нехедерет», а также 9 и 20 места.
В 2010 году авторы и участники а шоу «Эрец Нехедерет» сняли сатирический художественный фильм «Зохи Сдом» (букв. «Это Содом»).

## Повторяющиеся пародии
- Узи Коэн — бывший заместитель мэра Раананы и член центрального комитета Ликуда, исполняет Эли Финиш;
- Биньямин Нетаньяху, исполняет Мариано Эдельман;
- Джуди Шалом Нир-Мозес — жена бывшего министра иностранных дел Сильвана Шалома, исполняет Орна Банай;
- Шимон Перес, исполняет Эли Финиш;
- Пнина Розенблюм — модель и политик, исполняет Мариано Эдельман;
- Шели Яхимович — журналистка, ставшая политиком (под псевдонимом Хелли), исполняет Таль Фридман.